# يوهان فولفغانغ باومغارتنر
يوهان فولفغانغ باومغارتنر (بالألمانية: Johann Wolfgang Baumgartner)‏ هو مصمم مطبوعات ورسام ألماني ونمساوي، ولد في 1702 في Ebbs ‏ في النمسا، وتوفي في 7 سبتمبر 1761 في آوغسبورغ في ألمانيا.